# Jimmy Hendriks
Jimmy Hendriks (* 19. März 1994 in Heemskerk) ist ein niederländischer Dartspieler.

## BDO
Hendriks gewann den WDF World Youth Cup und World Youth Masters im Jahr 2011 und die Lithuania Open im Jahr 2012; 2012 war ein erfolgreiches Jahr für den 18-jährigen Hendriks, der es auch bei den German Open, den Welsh Masters und den Swiss Open bis ins Viertelfinale schaffte. Er besiegte den dreimaligen BDO-Champion Martin Adams in der ersten Runde der BDO World Darts Championship 2013.
Hendriks hat auch Erfolge bei Paarturnieren erzielt und 2012 Siege bei den Isle-of-Man Pairs (mit Tony O’Shea), den England Open Pairs (mit Brian Dawson) und den German Open Pairs (mit Scott Mitchell) erzielt.

## PDC
Hendriks trat 2017 in die Qualifying School der Professional Darts Corporation ein. Ein Finish unter den letzten 16 am dritten Tag und ein Finish unter den letzten 8 am vierten Tag brachten ihm den zweiten Platz auf dem Q School Order of Merit, um eine 2-Jahres-Tourkarte zu erhalten.
Im Jahr 2022 konnte er die Tourkarte erneut gewinnen. Er spielte daraufhin die UK Open 2022, wo er zwar gegen Darren Beveridge gewann, dann aber Kenny Neyens unterlag. Er qualifizierte sich auch direkt für die German Darts Championship, gewann hier aber kein Spiel. Auf der PDC Pro Tour 2022 blieben die Erfolge generell insgesamt eher aus, so dass er sich beinahe für kein weiteres Major qualifiziert hätte. Er entschied dann aber im November den West Europe Qualifier mit 7:2 im Finale gegen Max Hopp für sich und qualifizierte sich somit für die PDC World Darts Championship 2023.
Hier entschied Hendriks ein schwaches Erstrundenmatch gegen Jamie Hughes mit 3:1 für sich, sodass er in der zweiten Runde auf Brendan Dolan treffen durfte. Dieses Spiel verlor er mit 1:3.
2023 dauerte es dann bis April, bevor Hendriks wieder Preisgeld einfahren konnte. Bei den UK Open 2023 unterlag Hendriks in seiner ersten Partie gegen Connor Scutt. Beim Players Championship Nummer elf stand Hendriks dann im Viertelfinale, es sollte jedoch sein einziger größerer Erfolg des Jahres bleiben. Eine weitere Qualifikation für ein Major gelang nicht, sodass er am Ende des Jahres 2023 seine Tour Card wieder abgeben musste.
Bei der Q-School 2024 ging er daraufhin in der Final Stage an den Start, erspielte sich seine Tour Card jedoch nicht zurück.

## Weltmeisterschaftsresultate

### BDO
- 2013: Achtelfinale (2:4-Niederlage gegen  Richie George)
- 2017: Vorrunde (1:3-Niederlage gegen  David Cameron)

### PDC
- 2023: 2. Runde (1:3-Niederlage gegen  Brendan Dolan)